# Carroll Thomas Dozier
Carroll Thomas Dozier (* 18. August 1911 in Richmond, Virginia, USA; † 7. Dezember 1985) war Bischof von Memphis.

## Leben
Carroll Thomas Dozier empfing am 19. März 1937 das Sakrament der Priesterweihe.
Am 12. November 1970 ernannte ihn Papst Paul VI. zum ersten Bischof des neuerrichteten Bistums Memphis. Der Präfekt der Kongregation für den Klerus, John Joseph Kardinal Wright, spendete ihm am 6. Januar 1971 die Bischofsweihe; Mitkonsekratoren waren der Apostolische Delegat in den Vereinigten Staaten, Erzbischof Luigi Raimondi, und der Erzbischof von Louisville, Thomas Joseph McDonough.
Am 27. Juli 1982 trat Carroll Thomas Dozier als Bischof von Memphis zurück.